# Ole Nafstad
Ole Nafstad, född den 20 februari 1946 i Bærum i Norge, är en norsk roddare.
Han tog OS-silver i fyra utan styrman i samband med de olympiska roddtävlingarna 1976 i Montréal.